# Leichtathletik-Weltmeisterschaften 2019/Teilnehmer (Ghana)
| Gelbes Symbol für Goldmedaillen mit stilisierten Olympischen Ringen | Graues Symbol für Silbermedaillen mit stilisierten Olympischen Ringen | Braundes Symbol für Bronzemedaillen mit stilisierten Olympischen Ringen |
| ------------------------------------------------------------------- | --------------------------------------------------------------------- | ----------------------------------------------------------------------- |
| —                                                                   | —                                                                     | —                                                                       |

Der Leichtathletikverband von Ghana will an den Leichtathletik-Weltmeisterschaften 2019 in Doha teilnehmen. Zehn Athletinnen und Athleten wurden vom ghanaischen Verband nominiert.

## Ergebnisse

### Frauen

#### Laufdisziplinen
| Athletin | Disziplin | Vorlauf    | Vorlauf | Halbfinale | Halbfinale | Finale | Finale |
| Athletin | Disziplin | Zeit       | Platz   | Zeit       | Platz      | Zeit   | Platz  |
| --- | --------- | ---------- | ------- | ---------- | ---------- | ------ | ------ |
| - Gemma Acheampong - Halutie Hor - Flings Owusu-Agyapong - Persis William-Mensah nicht auf Startliste: - Deborah Acquah | 4 × 100 m | 43,62 s SB | 11      |            |            | DNQ    | DNQ    |

### Männer

#### Laufdisziplinen
| Athlet | Disziplin | Vorlauf    | Vorlauf | Halbfinale | Halbfinale | Finale | Finale |
| Athlet | Disziplin | Zeit       | Platz   | Zeit       | Platz      | Zeit   | Platz  |
| --- | --------- | ---------- | ------- | ---------- | ---------- | ------ | ------ |
| Joseph Paul Amoah                                                                                                 | 100 m     | 10,36 s    | 34      | DNQ        | DNQ        | –      | –      |
| - Joseph Paul Amoah - Benjamin Azamati - Marin Owusu Antwi - Sean Safo-Antwi nicht auf Startliste: - Edwin Gadayi | 4 × 100 m | 38,24 s SB | 13      |            |            | DNQ    | DNQ    |